# Calliergidium austrostramineum
Calliergidium austrostramineum är en bladmossart som först beskrevs av C. Müller in Neumayer, och fick sitt nu gällande namn av Edwin Bunting Bartram 1946. Calliergidium austrostramineum ingår i släktet Calliergidium, klassen egentliga bladmossor, divisionen bladmossor och riket växter. Inga underarter finns listade i Catalogue of Life.